# Dhar (Stadt)
Dhar (Hindi: धार) ist eine ca. 120.000 Einwohner zählende Stadt im Süden des indischen Bundesstaats Madhya Pradesh. Dhar war über Jahrhunderte die Hauptstadt oder eine der wichtigsten Städte im Fürstentum Malwa bzw. im Fürstenstaat Dhar.

## Lage und Klima
Dhar liegt im Vindhyagebirge in einer Höhe von ca. 565 m. Die Entfernung zur nordwestlich gelegenen Hauptstadt Madhya Pradeshs, Bhopal, beträgt ca. 345 km (Fahrtstrecke); nach Indore sind es nur ca. 62 km in östlicher Richtung. Das Klima ist für indische Verhältnisse eher gemäßigt; Regen (ca. 925 mm/Jahr) fällt nahezu ausschließlich während der sommerlichen Monsunzeit.

## Bevölkerung
| Jahr      | 1991   | 2001   | 2011   |
| Einwohner | 59.246 | 75.374 | 93.917 |

Die mehrheitlich Hindi sprechende Bevölkerung besteht zu etwa 79,5 % aus Hindus, zu ca. 17,5 % aus Moslems und zu ca. 2 % aus Jains; Christen, Sikhs, Buddhisten und andere bilden zahlenmäßig kleine Minderheiten. Wie bei Volkszählungen im Norden Indiens üblich, liegt der männliche Bevölkerungsanteil ungefähr 8 % höher als der weibliche.

## Wirtschaft
Die Landwirtschaft in den Dörfern der Umgebung spielt traditionsgemäß die primäre Rolle im Wirtschaftsleben der Region; Hauptanbauprodukte sind Weizen, Linsen und Sojabohnen. Die Stadt selbst fungiert als Zentrum für Handwerk, Handel und Dienstleistungen aller Art. Der Tourismus spielt eine untergeordnete Rolle.

## Geschichte
Vom 9. bis 13. Jahrhundert war Dhar die Hauptstadt der hinduistischen Paramara-Dynastie; aus dem Jahr 1033/34 stammt eine Inschrift König Bhojas im Sockel einer Ambika-Statue (heute im British Museum); der König kam beim Versuch der Rückeroberung der Stadt im Jahr 1065 ums Leben. Im Jahr 1305 begann die Herrschaft des Sultanats von Delhi, von dem sich die Region Malwa unter dem Gouverneur Dilawar Khan Ghuri zu Beginn des 15. Jahrhunderts jedoch abspaltete. Entweder er selbst oder sein Sohn Hoshang Shah (reg. 1406–1435) verlagerte wenige Jahre später die Hauptstadt in das ca. 30 km südlich gelegene Mandu. Im 16. Jahrhundert übernahm das Mogulreich die Macht; während dessen Niedergang im 18. Jahrhundert kamen die Marathen an die Macht und später die Briten.

## Sehenswürdigkeiten

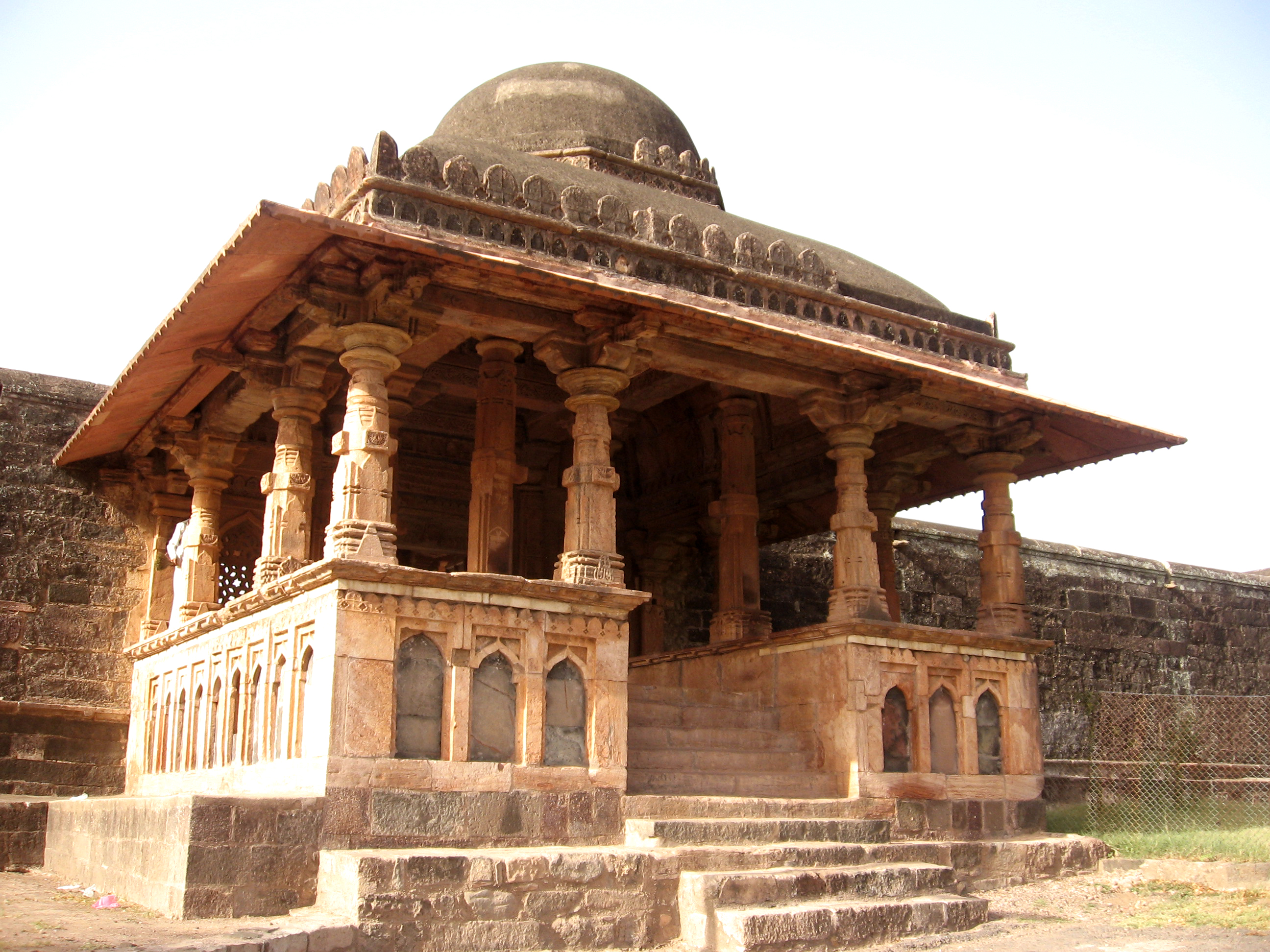
Lath-Masjid – Mihrab-Nische

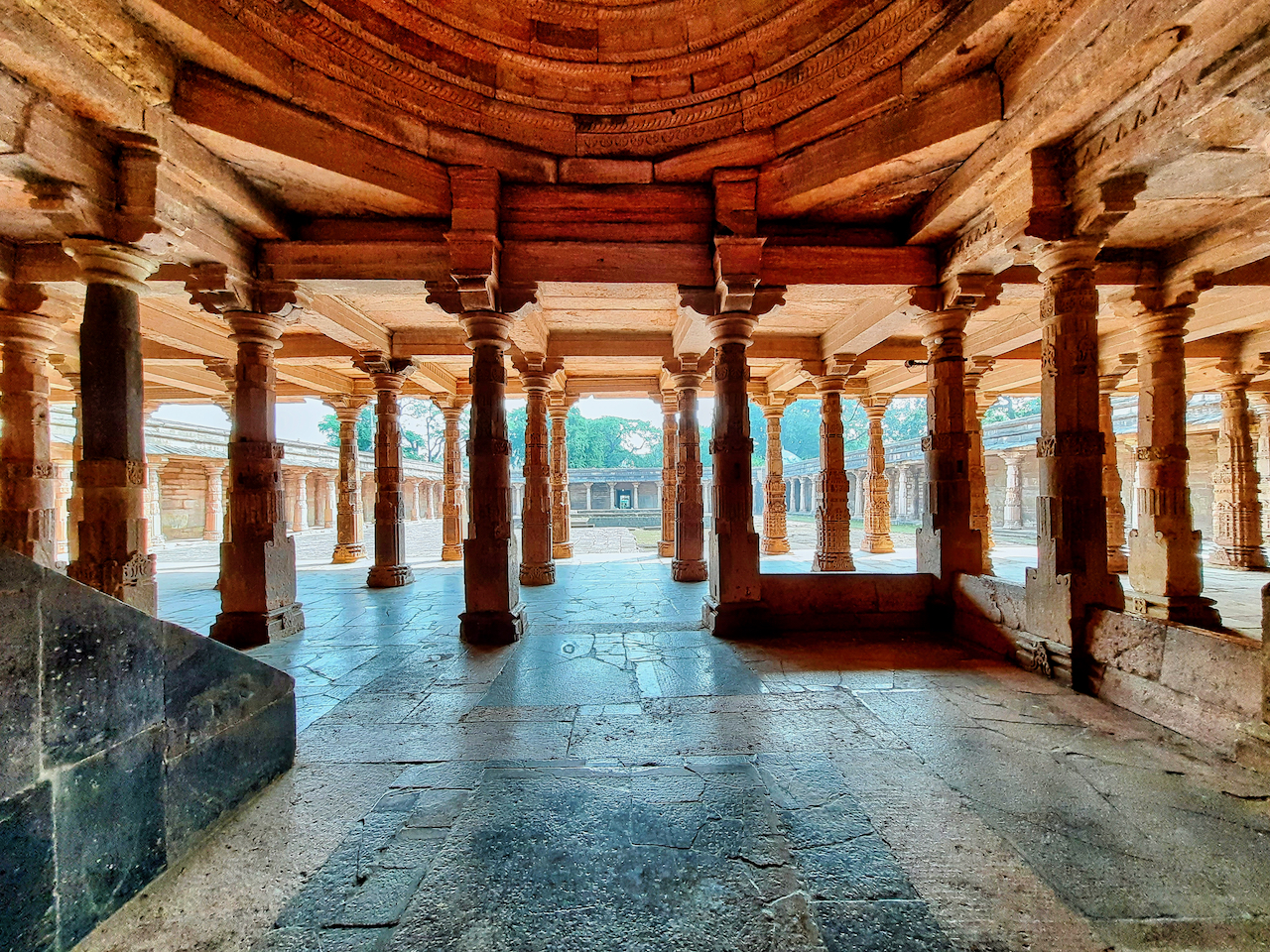
Kamal Maula Masjid

Dhar verfügt über mehrere Sehenswürdigkeiten.
- Auf einem Bergrücken erhebt sich das Fort von Dhar. Es wurde wahrscheinlich schon im Mittelalter von den Paramaras erbaut, später jedoch wiederholt umgestaltet und erneuert.
- Die insgesamt eher schmucklose Lath Masjid wurde zu Beginn des 15. Jahrhunderts im Auftrag von Dilawar Khan erbaut. Es ist eine der für Nordindien typischen Hofmoscheen, deren Stützen aus zerstörten Hindu- oder Jain-Tempeln stammen bzw. von Hindu-Steinmetzen gearbeitet wurden. Der eigentliche Gebetssaal beinhaltet 3 nach Westen (Mekka) ausgerichtete Mihrab-Nischen und eine steinerne Gebetskanzel (minbar). Die Mitte des Gebetsraums wird von einer Kragkuppel bedeckt; die seitlichen Eingänge des Hofes verfügen ebenfalls über Kuppeln. Auf einem Podest vor der Moschee liegen drei Bruchstücke einer ursprünglich 13,20 m hohen eisernen Säule; der Überlieferung zufolge entstand sie in der Zeit König Bhojas, stürzte jedoch irgendwann um und zerbrach.
- Die Kamal Maula Masjid ist der Hauptmoschee sehr ähnlich. Man nimmt deshalb an, dass sie auch zur gleichen Zeit entstanden ist.
- Der Jheera Bagh Palace entstand im 19. Jahrhundert und war der Sitz der Maharajas des Fürstenstaats Dhar; er dient heute als Hotel.

Umgebung
- Die knapp 100 km südwestlich gelegenen Bagh Caves sind eine Reihe von neun in eine Felswand hineingehauenen buddhistischen Höhlen. Einige von ihnen beinhalten Reste von Malereien im Stil von Ajanta.